# Hommage prussien (Matejko)
Hommage prussien (en polonais : Hołd pruski) est une huile sur toile du peintre polonais Jan Matejko réalisée entre 1879 et 1882 à Cracovie (alors partie de l'Autriche-Hongrie). La peinture représente l'hommage prussien, un important événement politique de l'époque de la Renaissance en Pologne, au cours duquel Albert de Hohenzollern, le duc de Prusse a rendu hommage et a juré allégeance au roi Sigismond Ier le Vieux sur la place du marché de Cracovie, le 10 avril 1525. Matejko représenté plus d'une trentaine de figures importantes de la période de la Renaissance en Pologne, période, prenant la liberté d'y faire apparaître plusieurs qui n'étaient pas présents lors de l'événement.